# Aeroportul Modena
Aeroportul Modena (IATA: ZMO, ICAO: LIPM) este un aeroport din Emilia-Romagna, Italia. A fost deschis în 1971.
Situat la o altitudine de 57 m, aeroportul dispune de o singură pistă.